# 上戸琉
上戸 琉（うえと りゅう）は、日本の女性声優。主にアダルトゲームに声をあてている。沖縄県出身。

## 経歴・人物
声優になったきっかけは、小学生低学年の頃に「16歳くらいになると王子様が魔界から迎えに来る」と信じており、大きくなってからそのシチュエーションが可能なのは声優しかないと思ったため。
新人の頃「エロゲーはどんなものかを勉強」しようと秋葉原のゲームショップへ自分で買いに行き、買ってプレイした作品が『らいむいろ戦奇譚』だった。
「アケミとマリカのがっちゅみりみり放送局」第39回（2003年12月1日放送）・第40回（2003年12月15日放送）の新人育成企画（番組パーソナリティーオーディション）に、5人の新人声優の1人として参加した。リスナー投票の結果、番組パーソナリティーにはなれなかったものの、すたじおみりすの次回作『まじれす!! 〜お待たせリトルウィング〜』に深空つばさ役で出演することとなった。

## 出演作品
太字は主役・メインキャラクター

### アダルトゲーム

#### 2003年
- 戦略娘II（ライラ）
- フラワーズ（小川るな）[7]

#### 2004年
- 妹れしぴ 〈e-moterecipe〉（ことり）[8]
- Xchange3（相原たくや）[9]
- XchangeR（相原たくや）[10]
- Xchange2R（相原たくや）
- ENSEMBLE 〜舞降る羽のアンサンブル〜（友江淳）
- DINGIR（シーリス）[11][12]
- 鉄腕がっちゅ!（サイス）
- 隷嬢学園(令嬢学園) 〜煉獄の学舎〜（鷹宮悠）
- 永劫回帰（稲田いづみ）
- 姫騎士リリア 〜魔触の王城に堕つ〜（リリア・エーベルヴァイン）[13]
- 魔女の贖罪（ニス）
- まじれす!! 〜お待たせリトルウィング〜（深空つばさ）[6]
- 未来ドーター ムスえもん（鍋島葵）
- 凌姫 〜淫らに響く復讐の輪舞曲〜（コレット）

#### 2005年
- エレベーターパニック 〜密室の淫行〜（直川乃堵香）[14][15]
- 鎖 -クサリ-（香月ちはや）
- くのいちばんっ! 見習い くのいち忍法帳（巴、葵）[16]
- 背徳の学園 〜闇に捧げられた乙女たち〜（マリア・アン・ミュラー）[17][18]
- 姫騎士リリア 〜魔触の王城に堕つ〜 完全版（リリア・エーベルヴァイン）[19]
- Blaze of Destiny III -The tears of the blue sea-（ジリアン）
- 平成粘菌劇場えろ茸（皆野夏波）[20][21]
- メイドさんは人妻 〜美弥子さんの誘惑日記〜（品川楓）

#### 2006年
- フルアニ（コロネ・ココ・ネココ）

#### 2007年
- 超私立! 女の子様学園（日中菜央）[22]
- マジカルチェンジゆうきくん（高瀬勇希）[23]